# Aire d'attraction de Montauban
L'aire d'attraction de Montauban est un zonage d'étude défini par l'Insee pour caractériser l’influence de la commune de Montauban sur les communes environnantes. Publiée en octobre 2020, elle se substitue à l'aire urbaine de Montauban, qui comportait 33 communes dans le dernier zonage qui remontait à 2010.

## Définition
L’aire d’attraction d'une ville est composée d’un pôle, défini à partir de critères de population et d’emploi ainsi que d’une couronne constituée des communes dont au moins 15 % des actifs travaillent dans le pôle. Le pôle d’attraction constitue ainsi un point de convergence des déplacements domicile-travail,.

## Type et composition
L’aire d'attraction de Montauban est une aire intra-départementale qui comporte 50 communes dans le Tarn-et-Garonne.
Elle est catégorisée dans les aires de 50 000 à moins de 200 000 habitants, une catégorie qui regroupe 24,1 % de la population d'Occitanie et 18,5 % au niveau national.

### Carte

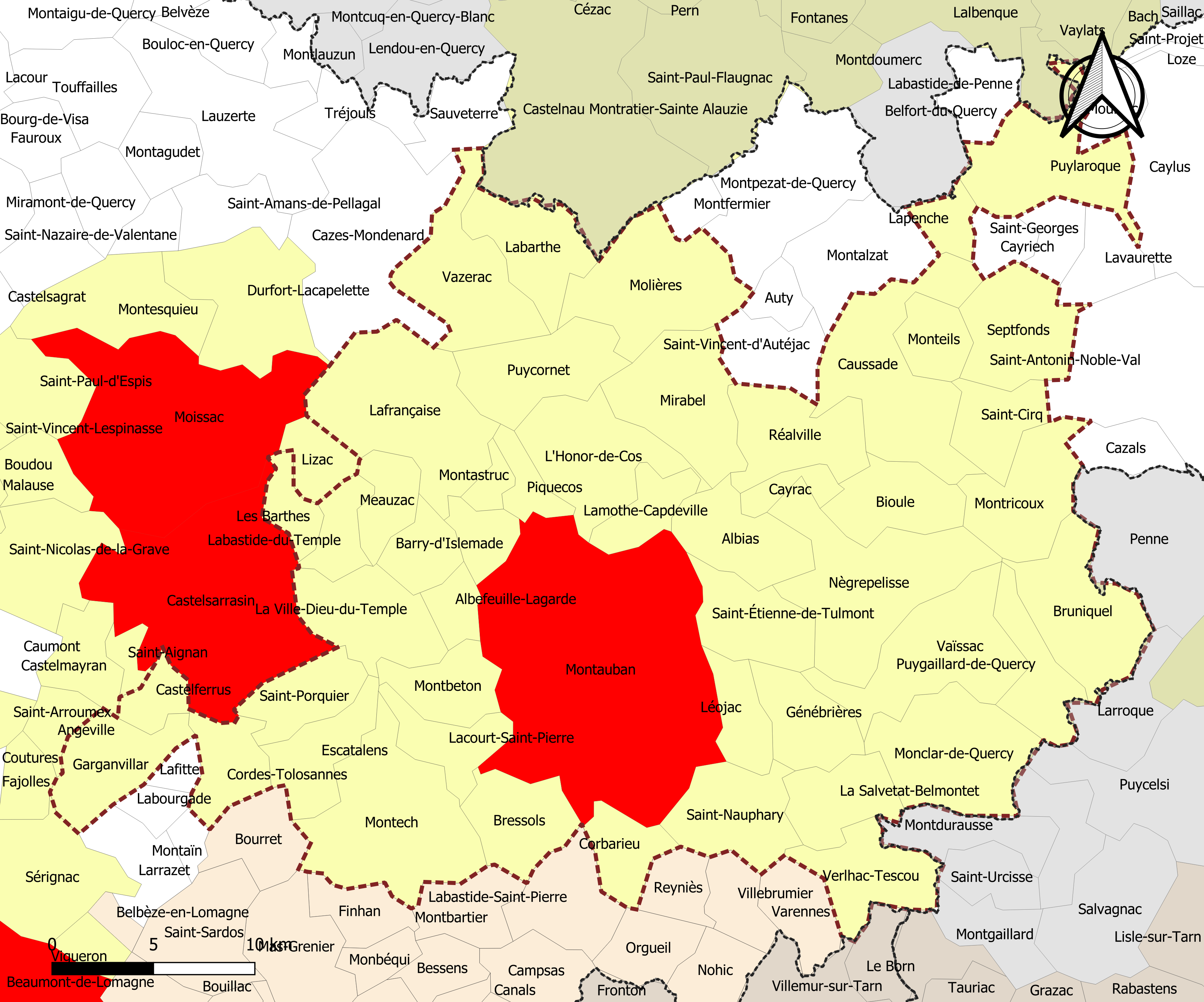
Carte de l'aire d'attraction de Montauban.
Commune-centre
Commune de la couronne

### Composition communale
| Catégorie               | Département     | Communes | Communes |
| Catégorie               | Département     | Nombre   | Libellé |
| ----------------------- | --------------- | -------- | --- |
| Commune-centre          | Tarn-et-Garonne | 1        | Montauban. |
| Communes de la couronne | Tarn-et-Garonne | 49       | Albefeuille-Lagarde, Albias, Barry-d'Islemade, Les Barthes, Bioule, Bressols, Bruniquel, Castelferrus, Caussade, Cayrac, Corbarieu, Cordes-Tolosannes, Escatalens, Garganvillar, Génébrières, L'Honor-de-Cos, Labarthe, Labastide-du-Temple, Lacourt-Saint-Pierre, Lafrançaise, Lamothe-Capdeville, Lapenche, La Ville-Dieu-du-Temple, Léojac, Meauzac, Mirabel, Molières, Monclar-de-Quercy, Montastruc, Montbeton, Montech, Monteils, Montricoux, Nègrepelisse, Piquecos, Puycornet, Puygaillard-de-Quercy, Puylaroque, Réalville, Saint-Cirq, Saint-Étienne-de-Tulmont, Saint-Nauphary, Saint-Porquier, La Salvetat-Belmontet, Septfonds, Vaïssac, Vazerac, Verlhac-Tescou, Villemade, |